# Bolder en Plante
Bolder en Plante was een cabaretduo, bestaande uit Victorine Plante (5 mei 1975) en Audrey Bolder (15 juli 1970). Beiden studeerden af aan de acteursopleiding van de Hogeschool voor de Kunsten in Utrecht. Hun voorstellingen kenmerkten zich door veel actie, gewelddadigheid en slapstick-achtige scènes. Begin 2005 besloten Bolder en Plante als cabaretduo te stoppen.
Met hun eerste programma Wannabe haalde het duo in 1998 de finale van het Leids Cabaret Festival. Naast het cabaret zijn Bolder en Plante ook in andere producties actief. Victorine Plante speelde onder andere bij Growing Up in Public en was te zien in de televisiefilms De Ziener en Dichter op de Zeedijk. Ze bouwde haar afstudeersolo voor kinderen Zee vind jij mij groot uit, om daar nog een aantal keren mee te spelen. Tevens geeft ze cabaret-workshops bij studentenverenigingen. Audrey Bolder speelde in haar afstudeerjaar een bijrol in de bioscoopfilm Exit. Na haar afstuderen speelde ze bij de jeugdtheatergezelschappen het Syndicaat en Hesp theatermakers. In de zomer van 2002 stond zij samen met Eric Koller op de festivals de Parade en de Karavaan met de voorstelling Vrijgezellig. Victorine en Audrey speelden beiden in de Heilige Antonio, een productie van Theatergroep Aluin. Tevens speelden zij beiden in de voorstelling Kopstoot waarmee Theatergroep Aluin in het voorjaar van 2004 door het land toerde.

## Programma's
- Wannabe (2000)
- Bigger Better Bolder & Plante (2002)
- SMACK! (2004)